# Don Monson
Donald Lloyd Monson, detto Don (Menahga, 1º aprile 1933), è un ex cestista e allenatore di pallacanestro statunitense.

## Carriera
Monson ha giocato nei Vandals della University of Idaho dal 1951 al 1955. Ha successivamente intrapreso la carriera di allenatore, guidando dapprima la Cheney High School (record: 105-66) e in seguito la Pasco High School (161-66).
Dal 1976 al 1978 ha ricoperto l'incarico di assistente di Jud Heathcote ai Michigan State Spartans, e nella stagione successiva ha esordito da capo-allenatore alla University of Idaho. Con i Vandals ha partecipato due volte al Campionato di pallacanestro NCAA Division I, dopo aver vinto il titolo nella Big Sky Conference: nel 1981 viene eliminato al primo turno; nel 1982 perde alle semifinali regionali ("Sweet Sixteen"). Proprio nel 1982 vince il premio NABC Coach of the Year.
Lascia l'Idaho nel 1983, trasferendosi ai Ducks della University of Oregon; conclude la carriera nel 1992, con un record di 116-145.

## Palmarès
- NABC Coach of the Year (1982)
- 2 Titoli Big Sky Conference (1981, 1982)